# École secondaire (Neuchâtel)
 (octobre 2022).
Si vous disposez d'ouvrages ou d'articles de référence ou si vous connaissez des sites web de qualité traitant du thème abordé ici, merci de compléter l'article en donnant les références utiles à sa vérifiabilité et en les liant à la section « Notes et références ».
L'école secondaire dans le canton de Neuchâtel correspondait, jusqu'en 2012, aux quatre dernières années de la scolarité obligatoire (6e, 7e, 8e et 9e années). Dès la rentrée 2012-13 et l'apparition du système HarmoS dans l'enseignement cantonal, le système scolaire est divisé en cycles.

## Histoire

### Jusqu'en 2012
Jusqu'à la fin de l'année scolaire 2011-2012, les degrés secondaires correspondaient aux 4 derniers de l'enseignement (6-7-8-9). La 6e année servait d'orientation pour les élèves. Des tests d'orientations étaient effectués en Novembre et en Mai dans les branches principales (Français Maths et Français-Maths-Allemand) afin d'orienter les jeunes selon les résultats à ces épreuves ainsi qu'aux travaux effectués durant l'année. 3 filières étaient possibles :
1. Section maturités (MA), niveau le plus élevé ;
2. Section moderne (MO) niveau intermédiaire ;
3. Section pré-professionnelle (PP), niveau le plus bas (ou éventuellement un redoublement de la 6e année).

### HarmoS
Dès la rentrée 2012-2013, l'école enfantine dès 4 ans, jusque-là facultative, est rendue obligatoire et introduite au système, qui compte dès lors 11 années d'enseignement obligatoire.
Par conséquent, le système est alors modifié et l'appellation « école secondaire » n'est plus officielle. Le changement consiste à diviser le cursus scolaire en 3 cycles :
- Cycle 1 : de la 1re à la 4e année
- Cycle 2 : de la 5e à la 8e année (cette dernière étant une année d'orientation)
- Cycle 3 : de la 9e à la 11e année